# Coelotes uenoi
Coelotes uenoi is een spinnensoort in de taxonomische indeling van de nachtkaardespinnen (Amaurobiidae).
Het dier behoort tot het geslacht Coelotes. De wetenschappelijke naam van de soort werd voor het eerst geldig gepubliceerd in 1971 door Yamaguchi & Takeo Yaginuma.